# Godbeitas

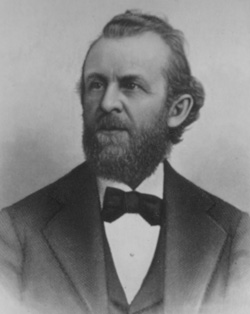
William S. Godbe.

Los Godbeitas eran miembros de la Iglesia Godbeita, oficialmente llamada la Iglesia de Sion, organizada en 1870 por William S. Godbe. Esta rama de La Iglesia de Jesucristo de los Santos de los Últimos Días tenía como objetivo abarcar todos los sistemas de creencias. Conocida por su misticismo, la iglesia murió por la década de 1880.
En 1868 Godbe y otros comerciantes mormones comenzaron a criticar las demandas económicas y políticas de Brigham Young en Utah Magazine, una revista que con el tiempo se convertiría en The Salt Lake Tribune. Godbe y otros fueron excomulgados de la iglesia el 25 de octubre de 1869. Godbe quería reformar la Iglesia SUD y creía que la reforma política-es decir, romper el control de Young sobre los asuntos seculares en el territorio-podría ayudar a impulsar la reforma religiosa.